# Württembergischer Kammerchor
Der Württembergische Kammerchor e. V. ist ein gemischter Chor aus Stuttgart, der 1970 gegründet wurde.
Der Chorleiter Dieter Kurz hat mit dem Ensemble ein Repertoire erarbeitet, das weite Teile der Vokalmusik abdeckt: von A-cappella-Musik und Oratorien aus den letzten vier Jahrhunderten bis zu vokalsinfonischen Werken in verschiedensten Besetzungen.
Zu den Schwerpunkten des Württembergischen Kammerchors gehört Chormusik des neunzehnten und zwanzigsten Jahrhunderts.
Der Chor widmet sich auch der zeitgenössischen Musik. So realisierte er Uraufführungen der Musik von Isang Yun, Dieter Schnebel, Karl Michael Komma, Hans Georg Pflüger, Axel Ruoff und anderen. Zu seinen Betätigungsfeldern gehört außerdem die Teilnahme an szenischen Produktionen und an konzertanten Opernaufführungen.
Im Jahre 2002 hat der Württembergische Kammerchor beim Staatsakt der Landesregierung zum Jubiläum 50 Jahre Baden-Württemberg unter Michael Gielen mitgewirkt. Regelmäßig gastiert der Chor bei internationalen Festivals (Festival de Musique Sacrée de Nice, Printemps des Arts de Monte-Carlo, Festival der internationalen Preisträger Schaffhausen, Internationale Festspiele Baden-Württemberg/Ludwigsburger Schlossfestspiele). Auch ist er ständiger Partner der Internationalen Hugo-Wolf-Akademie für Gesang, Dichtung und Liedkunst.
Auslandstourneen nach Frankreich, Italien, Spanien, Dänemark, Kroatien, Niederlande und in die Schweiz, Fernsehauftritte und CD-Produktionen runden die Arbeit des Chors ab. Im Jahr 2004 sind zwei CDs erschienen, eine zum 200. Geburtstag von Eduard Mörike, die andere zum 5. Todestag des Komponisten Hans Georg Pflüger.
Für die Aufnahme von Hugo Wolfs Chören mit Orchester wurde dem Chor von Le Monde de la musique das Spitzenprädikat „Choc – Le Monde de la musique“ zuerkannt. Im Juni 2005 wurde das doppelchörige A-cappella-Werk Figure humaine von Francis Poulenc zusammen mit Kompositionen des Jazz-Trios Hübner Brothers & Schwarz auf CD produziert.

## Diskografie
- 1979 – Heinrich Schütz: Matthäuspassion SWV 479
- 1989 – Hugo Wolf: Manuel Venegas (Capriccio)
- 1996 – Hugo Wolf: Die Chorwerke mit Orchester (Claves Records)
- 2004 – Nachtigallengesang: Eduard Mörike in Vertonungen seiner Zeit (Bayer Records)
- 2004 – Wolfgang Amadeus Mozart/Hans Georg Pflüger: Requiem/Memento Mori (Bayer Records)
- 2006 – Richard Wagner: Sämtliche Lieder (Bayer Records)
- 2007 – Francis Poulenc/Gregor Hübner: FigureJazz (Figure Humaine mit Jazz-Improvisationen) (Nuromusic)

## Auszeichnungen
- 1982: erster Preis beim internationalen Chorwettbewerb der europäischen Rundfunkanstalten
- 1996: Choc – Le Monde de la musique von Le Monde de la musique